# Hanna Damásio
Hanna Damasio és una científica experta en el camp de la neurociència cognitiva. Mitjançant tomografia computada i la ressonància magnètica, ha desenvolupat mètodes per investigar l'estructura del cervell humà i ha estudiat funcions com el llenguatge, la memòria i l'emoció, utilitzant tant el mètode de les lesions com la neuroimatge funcional. Actualment és professora de neurociència i directora del Centre d'Imatge de Neurociència Cognitiva Dana i David Dornsife de la Universitat del Sud de Califòrnia. És autora del primer atles del cervell humà basat en imatges de tomografia per ordinador. Hanna Damasio està casada amb António Damásio, un neuròleg de renom internacional i expert en la relació entre emoció i cognició, amb qui codirigeix el Brain and Creativity Institute (BCI) de la Universitat del Sud de Califòrnia. En el seu escàs temps lliure és escultora.

Després d'obtenir un doctorat en medicina a la Universitat de Lisboa el 1969, Hanna Damasio va començar la seva carrera acadèmica com a professora del Departament de Neurologia de la Universitat d'Iowa el 1976, convertint-se en professora al Departament de Neurologia el 1985. A més dels nomenaments acadèmics, Hanna Damásio també va ser nomenada directora del Laboratori de Neuroimatge i Neuroanatomia Humana de la Universitat d'Iowa el 1982, on hi treballaria fins a 2004. Va continuar exercint com a professora adjunta distingida a la Universitat d'Iowa. Hanna Damasio és professora de neurociència de Dana Dornsife i directora del Centre d'Imatges de Neurociència Cognitiva Dana i David Dornsife de la Universitat del Sud de Califòrnia.
Hanna Damasio utilitza mètodes d'imatge cerebral, com tomografia computada i la ressonància magnètica nuclear, per millorar els protocols de diagnòstic de malalties que afecten al cervell. Els seus projectes actuals inclouen: desenvolupar noves tècniques per investigar l'estructura del cervell in vivo mitjançant ressonància magnètica, desenvolupar noves tècniques per avaluar resultats experimentals en tomografia per emissió de positrons (PET) i investigar els substrats neuroanatòmics del llenguatge, la memòria, l'emoció i la presa de decisions mitjançant el mètode de la lesió. El seu treball ha donat lloc a nombrosos articles científics publicats en revistes destacades. El 1989, va publicar "Lesion Analysis in Neuropsychology" (Oxford University Press), un text clàssic pel qual va rebre el Premi al Llibre Excepcional de l'Any en Ciències Biològiques i Mèdiques de l'Associació d'Editors Americans. El seu interès per la neuroanatomia humana la va portar a desenvolupar el primer atles del cervell humà basat en imatges de tomografia per ordinador: "Human Brain Anatomy in Computerized Images", també publicat per Oxford University Press. El llibre és una referència reconeguda ara en la seva segona edició.

## Premis i reconeixements
Hanna Damasio va ser guardonada amb el Premi Pessoa el 1992 per les seves importants contribucions a la ciència i la literatura. Va ser elegida membre de l'Associació Neurològica Americana el 1995 i reconeguda com a membre de l'Acadèmia Americana d'Arts i Ciències el 1997. El 2004, va compartir el premi Jean-Louis Signoret en neurociència cognitiva per un treball pioner en la cognició social. El 2010, va ser co-receptora del Premi Cozzarelli de l'Acadèmia Nacional de Ciències dels Estats Units, atribuït al millor article en neurociència del comportament publicat a Proceedings of the National Academy of Sciences el 2009. El 2011, Hanna Damasio i el seu marit Antonio Damásio van rebre els títols de doctor honoris causa de l'Ecole Polytechnique Federale de Lausanne (EPFL) a Suïssa per les seves contribucions en neurologia. També és doctora honoris causa de, més recentment, la Sorbona (Universitat París Descartes), la Universitat Oberta de Catalunya, i les Universitats de Lisboa i Aquisgrà.